# Azul y Negro
Azul y Negro és un duet musical espanyol de música tecno-pop que, fonamentalment, ha desenvolupat la seva activitat artística al llarg de dos períodes: en la dècada dels vuitanta, amb gran popularitat, nombres u en les llistes d'èxits, dos discos d'or, tres sintonies de la Volta Ciclista a Espanya (en els anys 1982 («Me estoy volviendo loco»), 1983 («No tengo tiempo») i 1993 («Two pa'ca»), i innombrables sintonies de ràdio i televisió. A partir de 2002 està vivint una etapa més independent.
En la seva primera època va estar format per Carlos García-Vaso i Joaquín Montoya, tots dos de Cartagena. Aquest últim va abandonar el projecte en 1993, per la qual cosa Carlos García-Vaso va compondre i va editar tres discos amb el seu propi nom abans de reprendre el projecte Azul y Negro en solitari, donant començament així a aquesta segona etapa en la qual porta editats sis àlbums.
Azul y Negro és el precursor de la música electrònica espanyola i pioner en la implantació de nombroses novetats tecnològiques i musicals. La seva música es basa en sintetitzadors, guitarres elèctriques, vocoders, seqüenciadors i instruments acústics, sobre una base preferentment ballable. La veu és tractada com un instrument més i, de vegades, es robotitza amb l'ús del vocoder (sintetitzador de veu). García-Vaso va treballar a Londres en estudis de producció.
El nom del duo és purament anecdòtic i es refereix als colors de la samarreta del club de futbol italià Inter de Milà.

## Fites musicals que destacar
Com a dada curiosa, Azul y Negro va ser el primer grup espanyol que va realitzar un enregistrament digital en 1983, i van ser pioners també editant un àlbum en format CD, Suspense, el 1984. Es van editar 200 còpies quan a Espanya gairebé ningú comptava amb un reproductor de CD, ni tan sols el propi García-Vaso. Així mateix, Azul y Negro és el primer artista espanyol que ha gravat un CD musical amb el sistema surround DTS 5.1. El CD es va dir ISS i es va editar en 2003. Aquest mateix sistema no va ser explorat fins dos anys després per altres artistes com Jean Michel Jarre. Amb motiu de la publicació d'aquest treball es va editar l'1 de març de 2007 el primer segell de correus de curs legal fabricat per la Fàbrica Nacional de Moneda i Timbre amb la portada d'un àlbum d'un artista espanyol.

## Últims treballs
En 2008, Azul y Negro va publicar un àlbum en format digipack que contenia un disc extra amb les pistes en estèreo corresponents a les cinc parts de Déjà vu més el videojoc Déjà vu invaders, i un DVD amb so surround 5.1 amb imatges de la seva llarga carrera des dels anys 80 fins a l'actualitat.
El 2011 Carlos García-Vaso anuncià que el seu nou company en Azul y Negro per a les actuacions en directe seria el teclista d'estudi i director d'orquestra Javier Losada. No obstant això, no hi va haver gira aquest any i la seva col·laboració va quedar únicament reflectida en l'àlbum Retrospective. L'àlbum Crystalline World (2012) representa una evolució cap al rock progressiu, on Carlos García-Vaso demostra els seus dots com a guitarrista.
Al desembre de 2013, el grup va començar una nova gira de concerts reprenent els seus temes clàssics dels anys 80 al costat dels seus treballs de la nova etapa en la gira titulada Suspenso, en commemoració del 30 aniversari del primer CD espanyol (Suspenso, 1984) que durà fins a abril de 2014 amb concerts a Santander, Múrcia, Guadalajara, València, Màlaga, Madrid i Valladolid. En aquesta gira va acompanyar a l'escenari a Carlos García-Vaso el teclista Carlos López Leal com a nou membre del grup
A la tardor de 2014 mantenen la gira Suspense que recorre altres capitals de província, mentre que comença la preparació d'un nou treball per presentar-lo en 2015 amb la col·laboració de Carlos López com a compositor en algun dels temes. Al febrer de 2015 anuncien el llançament del disc, finançat mitjançant crowdfunding o micromecenatge, i titulat Locations.

## Discografia

### Primera etapa (anys 80)
- 1981: La edad de los colores.
- 1982: La noche.
- 1983: Digital.
- 1984: Suspense.
- 1985: Mercado común.
- 1986: Babel.
- 1988: Es el colmo (maxi senzill).
- 1989: No smoking (maxi senzill).
- 1993: De vuelta al futuro.
- 1996: De vuelta al futuro II.

### Segona etapa (anys 2000)
- 1998: Innovate (álbum de Carlos García-Vaso reeditado como Azul y Negro).
- 1999: Simbiosis (álbum de Carlos García-Vaso reeditado como Azul y Negro).
- 2001: Musical Mystery Box (álbum de Carlos García-Vaso reeditado como Azul y Negro).
- 2002: Recuerda.
- 2002: Mare Nostrum.
- 2003: ISS («Incursión Sonora Surround», dues versions: estèreo i DTS 5.1 surround).
- 2005: VOX.
- 2005: El color de los éxitos.
- 2007: Makes Me Happy.
- 2008: Déjà vu.
- 2010: Vision.
- 2011: Retrospective.
- 2012: Crystalline World.
- 2015: Locations.
- 2016: Dicromo 1981-1986. (Reedició dels primers sis àlbums de la primera etapa).
- 2017: Doble o Nada

## Sintonies musicals
- Volta ciclista a Espanya 1982: «Me estoy volviendo loco».
- Volta ciclista a Espanya 1983: «No tengo tiempo /Con los dedos de una mano».
- Volta ciclista a Catalunya 1984: «Funky Punky Girl».
- Volta ciclista a València 1986: «Vuelva vd. mañana».
- Programa concurs Los sabios: «Hitchcock Makes Me Happy», «Agua de Luna» y «Herzanfall» («Infarto»).
- Programa A la caza del tesoro: «Fu-Man-Chu».
- Programa de ràdio El rincón del oyente (1985) (RNE, Radio 1): «Babel».
- Programa Costa Cálida: «Mar Menor».
- Falques i cortines de programes d'esport: «La torre de Madrid», «Catedral de sal», «No controlo nada», «El descubrimiento».
- Volta ciclista a Espanya 1993: «Two-pa'ka».